# 卡塔琳娜·林斯贝格尔
卡塔琳娜·林斯贝格尔（德語：Katharina Liensberger，1997年4月1日—）生于福拉尔贝格州费尔德基希县，是一名奥地利女子高山滑雪运动员。她在三岁时开始接触滑雪，当时是她的母亲让她接触这项运动，六岁时她加入Rankweil俱乐部，开始参加滑雪比赛。2016年1月，她完成了自己的世界杯分站赛首秀。